# Scapheremaeus flamiferus
Scapheremaeus flamiferus är en kvalsterart som beskrevs av Palacios-Vargas och Segundo Ríos 1998. Scapheremaeus flamiferus ingår i släktet Scapheremaeus och familjen Cymbaeremaeidae. Inga underarter finns listade i Catalogue of Life.